# برنامج علوم تغير المناخ
كان برنامج علوم تغير المناخ هو البرنامج المسؤول عن تنسيق ودمج البحوث المتعلقة بالاحتباس الحراري من قبل الوكالات الحكومية الأمريكية في الفترة من فبراير 2002 إلى يونيو 2009. في نهاية تلك الفترة، أصدر البرنامج 21 تقريرًا منفصلًا لتقييم المناخ تناول ملاحظات المناخ والتغيرات في الغلاف الجوي وتغير المناخ المتوقع والآثار والتكيف وقضايا إدارة المخاطر. بعد وقت قصير من تولي الرئيس أوباما منصبه، تم تغيير اسم البرنامج إلى برنامج أبحاث التغير العالمي الأمريكي (يو إس جي سي آر بّي) والذي كان أيضًا اسم البرنامج قبل عام 2002. مع ذلك، تبنت إدارة أوباما عمومًا نتائج برنامج سي سي إس بّي كأساسِ لسياسة المناخ. نظرًا لأن هذه التقارير صدرت في الغالب بعد تقرير التقييم الرابع للهيئة الحكومية الدولية المعنية بتغير المناخ (آي بّي سي سي)، وفي بعض الحالات ركزت بشكل خاص على الولايات المتحدة، فقد كان يُنظر إليها بشكل عام داخل الولايات المتحدة على أنها ذات أهمية ومصداقية علمية يمكن مقارنتها بتقييمات الهيئة الحكومية الدولية المعنية بتغير المناخ خلال السنوات القليلة الأولى من إدارة أوباما.

## النتائج
كانت النتائج الأساسية لبرنامج سي سي إس بّي هي خطته الإستراتيجية و21 تقريرًا للتجميع والتقييم (إس إيه بّي)، صدر خمسة منها في 16 يناير 2009، آخر يوم عمل لإدارة بوش. حددت الخطة الإستراتيجية لسي سي إس بّي لعام 2003 خمسة أهداف:
1. توسيع نطاق المعرفة بالمناخ والبيئة الماضية والحاضرة للأرض، بما في ذلك تقلباتها الطبيعية، وتحسين فهم أسباب التغيرات المرصودة.
2. تحسين فهم القوى التي تحدث تغييرات في مناخ الأرض والأنظمة ذات الصلة.
3. تقليل عدم اليقين في التوقعات المتعلقة بكيفية تغير مناخ الأرض والأنظمة البيئية في المستقبل.
4. فهم حساسية النظم الطبيعية والمُدارة المختلفة وقدرتها على التكيف مع المناخ والتغيرات العالمية المرتبطة به.
5. استكشاف فوائد وحدود المعرفة المتطورة لإدارة المخاطر والفرص المتعلقة بتقلب وتغير المناخ.

اقترحت الخطة أيضًا 21 تقريرًا للتجميع والتقييم، والتي صُمم كل منها لدعم أحد هذه الأهداف الخمسة. تم تحديث الخطة في عام 2008. تناقش الأقسام التالية تقارير التجميع والتقييم.

### عمليات الرصد وأسباب تغير المناخ
قُيمت ثلاثة تقارير للتجميع والتقييم حول تغير المناخ قدرتنا على تحديد أسباب هذه التغييرات بشكل نهائي.

#### توجهات درجات الحرارة في الغلاف الجوي السفلي (تقرير التجميع والتقييم 1.1)
أصدرت الإدارة الوطنية للمحيطات والغلاف الجوي (إن أوه إيه إيه) أول تقرير من أصل 21 تقرير للتجميع والتقييم لسي سي إس بّي في مايو 2006، تحت عنوان توجهات درجات الحرارة في الغلاف الجوي السفلي: خطوات لفهم الاختلافات والتوفيق بينها. حدد التقرير وصحح الأخطاء في قياسات درجات الحرارة عبر الأقمار الصناعية وعمليات رصد درجات الحرارة الأخرى، ما أدى إلى زيادة الثقة العلمية في الاستنتاج القائل بأن الغلاف الجوي السفلي يسخن على نطاق عالمي: وفقًا للتقرير: «لم يعد هناك تناقض في معدل ارتفاع متوسط درجة الحرارة العالمية للسطح مقارنة بالمستويات الأعلى في الغلاف الجوي. لا يمكن تفسير أنماط التغير الملحوظة على مدى الخمسين عاما الماضية من خلال العمليات الطبيعية وحدها». قال التقرير أيضًا إن "جميع بيانات الغلاف الجوي الحالية تظهر الآن متوسط احتباس حراري عالمي يشبه احترار السطح. في حين أن هذه البيانات تتفق مع نتائج النماذج المناخية على المستوى العالمي، إلا أن التناقضات في المناطق الاستوائية لا تزال بحاجة إلى تفسير.

## المنظمة
كان برنامج سي سي إس بّي معروفًا باسم برنامج أبحاث التغير العالمي الأمريكي حتى عام 2002، وفقًا لقانون أبحاث التغير العالمي لعام 1990. غيرت إدارة الرئيس بوش اسم البرنامج إلى برنامج علوم تغير المناخ كجزء من مبادرة أبحاث تغير المناخ الأمريكية. تصورت الإدارة «أمة ومجتمعًا عالميًا متمكنين بالمعرفة القائمة على العلم لإدارة مخاطر وفرص التغير في المناخ والأنظمة البيئية ذات الصلة». أعاد الرئيس بوش تحديد أولويات أبحاث تغير المناخ للتركيز على المعلومات العلمية التي يمكن تطويرها في غضون 2 إلى 5 سنوات للمساعدة في تقييم الاستراتيجيات لمعالجة مخاطر التغير العالمي. كانت إحدى الركائز الأساسية للبرنامج هي إنشاء 21 تقريرًا للتجميع والتقييم لتوفير المعلومات لمساعدة صانعي السياسات والجمهور على اتخاذ قرارات أفضل.

### المشاركون
فيما يلي قائمة بالوكالات المشاركة:
- وكالة التنمية الدولية
- وزارة الزراعة الأمريكية
- وزارة التجارة: الإدارة الوطنية للمحيطات والغلاف الجوي والمعهد الوطني للمعايير والتكنولوجيا
- وزارة الدفاع الأمريكية
- وزارة الطاقة الأمريكية
- وزارة الصحة والخدمات الإنسانية، المعاهد الوطنية للصحة
- وزارة الخارجية الأمريكية
- وزارة النقل الأمريكية
- وزارة الداخلية الأمريكية
- هيئة المسح الجيولوجي الأمريكية
- وكالة حماية البيئة الأمريكية
- الإدارة الوطنية للملاحة الجوية والفضاء (ناسا)
- المؤسسة الوطنية للعلوم
- مؤسسة سميثسونيان